# 火縄銃 (江戸川乱歩)
『火縄銃』（ひなわじゅう）は、江戸川乱歩の著した短編探偵小説である。
1932年（昭和7年）、平凡社版『江戸川乱歩全集』第11巻に掲載されたが、乱歩自身による自注自解、および角川文庫の解説によると、本作は乱歩が早稲田大学在学中の大正2年（1913年）から大正3年（1914年）頃に日記帳の余白に書き留めて置いたものだという。『探偵小説四十年』では、1915年頃の執筆としている。

## 登場人物
私
主人公で語り部の学生。
橘 梧郎（たちばな ごろう）
「私」の友人で探偵趣味のある学生。
林 一郎（はやし いちろう）
「私」の友人で、二郎の義兄。
林 二郎（はやし じろう）
一郎の義弟。義兄とは仲が悪い。
刑事
事件の捜査をしている田舎刑事。

## あらすじ
冬の小春日和のある日、わたしは友人の橘と共に、林兄弟の滞在しているホテルへ遊びに来た。ところが、一郎は殺されていた。その嫌疑者として義弟の二郎が勾引されたが、探偵趣味のある橘は二郎は犯人ではないと主張したのであった。一体何を根拠に橘はそういったのであろうか。

## トリック
モーリス・ルブランの『八点鐘』（1922年）中の「水壜」や、メルヴィル・デイヴィスン・ポーストの『アブナー伯父』（1918年）の「ズームドルフ事件」と同じトリックが用いられている。桃源社版『江戸川乱歩全集』（1963年）の「あとがき」では「トリックだけではポーストや、ルブランに先んじていたわけである」と自慢しているが、『探偵小説四十年』では「私の着想は西洋の犯罪実話から来たのだから、余り威張れない」 と述べている。なお、「ズームドルフ事件」の初出は『サタデー・イヴニング・ポスト』1914年7月18日号である。

## 出版
- 角川文庫 『三角館の恐怖』　1974年1月
- 河出文庫「江戸川乱歩コレクションⅥ　謎と魔法の物語　自作に関する解説」1995年5月
- 『江戸川乱歩全集 第8巻 目羅博士の不思議な犯罪』（光文社〈光文社文庫〉、2004年）